# Shosh
Shosh is een plaats en voormalige gemeente in de stad (bashkia) Shkodër in de prefectuur Shkodër in Albanië. Sinds de gemeentelijke herindeling van 2015 doet Shosh dienst als deelgemeente en is het een bestuurseenheid zonder verdere bestuurlijke bevoegdheden. De plaats telde bij de census van 2011 304 inwoners.

## Bevolking
In de volkstelling van 1 april 2011 telde de (voormalige) gemeente Shosh slechts 304 inwoners, een drastische daling ten opzichte van 1.157 inwoners op 1 oktober 2001. De gemiddelde jaarlijkse groei komt hiermee uit op −12%, hetgeen lager is dan het landelijke gemiddelde van −0,80%.
Het aandeel van de bevolking tussen 0 en 14 jaar was 20,7%, tussen 15 en 64 jaar 67,4% en ten slotte was 11,8% van de bevolking 65 jaar en ouder.

### Religie
Van de bevolking van Shosh berekende 90,9% zich tot de Rooms-Katholieke Kerk.
| Plaats | Bevolking (2011) | Islam (%) | Katholiek (%) | Orthodox (%) | Bektashisme (%) |
| ------ | ---------------- | --------- | ------------- | ------------ | --------------- |
| Shosh  | 304              |           | 276           |              |                 |
|        |                  |           | (90,91%)      |              |                 |